# Weißbauch-Zwergseidenäffchen
Das Weißbauch-Zwergseidenäffchen (Cebuella niveiventris) ist eine Primatenart aus der Familie der Krallenaffen. Es kommt im nordwestlichen Südamerika in einem Gebiet zwischen dem Amazonas und dem Río Marañón im Norden, dem Rio Madeira im Süden und den östlichen Vorbergen der Anden im Westen vor. Es lebt in Kleingruppen und ernährt sich vorwiegend von Baumsäften. Zusammen mit seiner Schwesterart, dem Gelbbauch-Zwergseidenäffchen (C. pygmaea), gilt es als kleinster Vertreter der Affen.

## Merkmale
Das Weißbauch-Zwergseidenäffchen erreicht eine Kopfrumpflänge von 12 bis 15 Zentimetern, hat einen 17 bis 23 Zentimetern langen Schwanz und erreicht ein Gewicht von 85 bis 140 Gramm, wobei Weibchen etwas größer werden als Männchen. Rücken und Schwanz sind graubraun, olivbraun oder gelbbraun gefärbt, wobei der Schwanz schwärzlich geringelt ist. Der Rücken ist etwas heller und tendiert mehr ins Graue als beim Gelbbauch-Zwergseidenäffchen. Auch die Hinterbeine sind heller. Der Bauch ist weißlich und scharf von der dunkleren Färbung des Rückens und der Körperseiten abgegrenzt. Die Augen sind groß und mandelförmig. Die Ohren werden von den langen, nach hinten gerichteten Haaren auf den Wangen zum größten Teil verdeckt.

## Lebensraum und Lebensweise

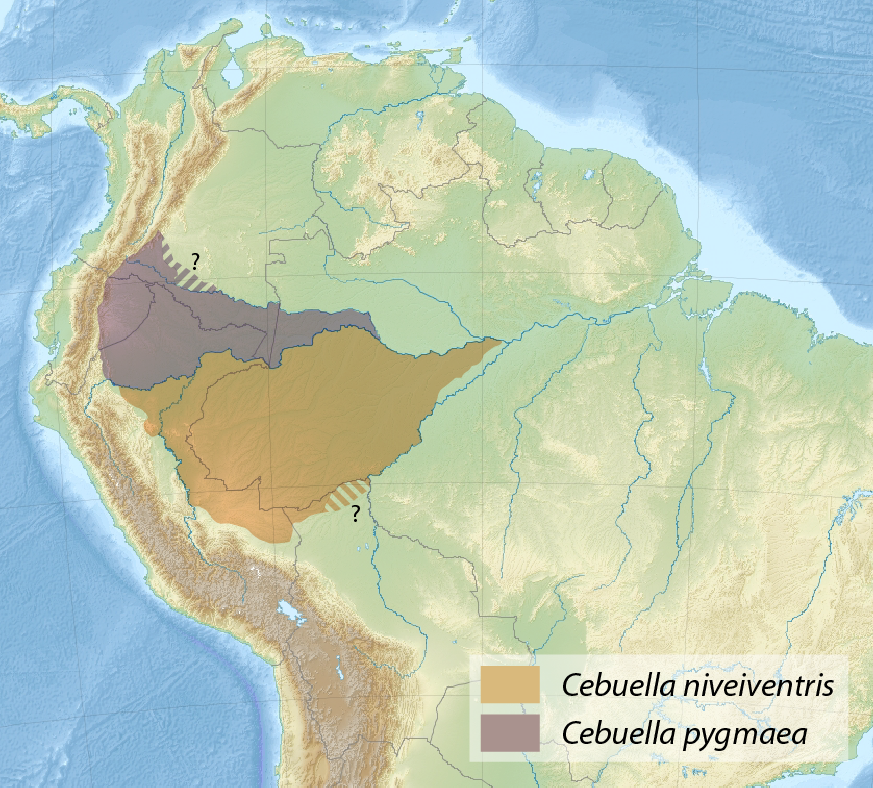
Die Verbreitungsgebiete der zwei Arten der Zwergseidenäffchen

Das Weißbauch-Zwergseidenäffchen kommt vor allem in Wäldern an Flussufern vor, darunter auch Sekundärwälder und Gebiete, die von eingeschränkten landwirtschaftlichen Aktivitäten und der Jagd betroffen sind, sowie in isolierten Waldstücken in der Nähe menschlicher Siedlungen. Weißbauch-Zwergseidenäffchen halten sich im Allgemeinen in der dichten Vegetation des Unterholzes auf. Die Gruppengröße reicht von 2 bis 9, mit 1 bis 2 erwachsenen Männern und 1 bis 2 erwachsenen Weibchen. Wie bei anderen Krallenaffen bringt das dominante Weibchen in der Gruppe zweimal im Jahr Zwillinge zur Welt, und die erwachsenen Männchen und andere Gruppenmitglieder helfen ihr, sie zu tragen. Der genutzte Lebensraum ist typischerweise klein mit einer Fläche von 0,1 bis 1,5 ha, und zentriert um ein oder zwei Bäume, die die zur Ernährung benötigten Baumsäfte liefern. Geben die Bäume zu wenig Säfte ab, so zieht die gesamte Gruppe in ein neues Gebiet um. Kommen Weißbauch-Zwergseidenäffchen sympatrisch mit Tamarinen wie dem Braunrückentamarin (L. fuscicollis) vor, werden die von den Zwergseidenäffchen zur Baumsaftgewinnung in die Rinde genagten Löcher von den Tamarinen oft mit genutzt.

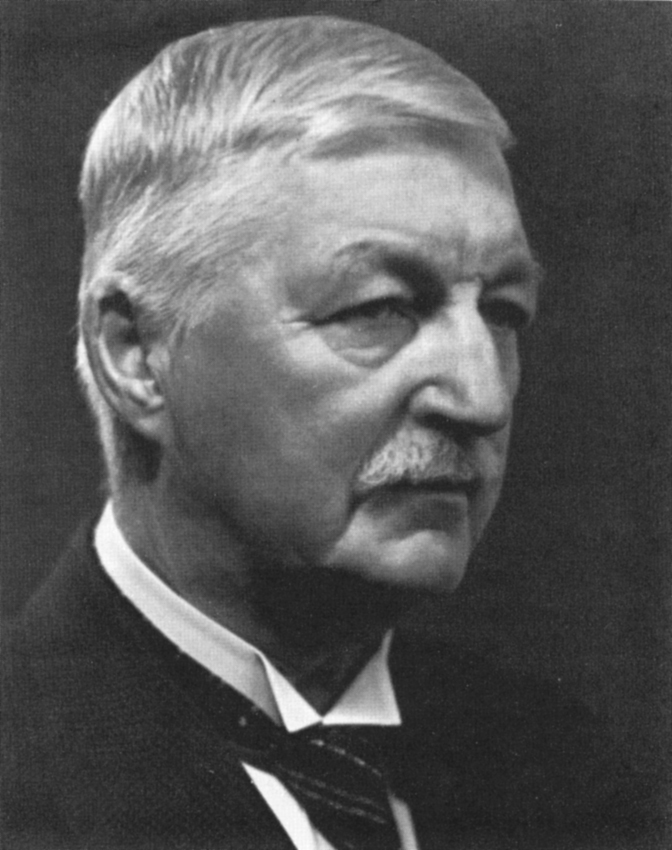
Einar Lönnberg

## Systematik
Das Weißbauch-Zwergseidenäffchen wurde 1940 durch den schwedischen Zoologen Einar Lönnberg als Unterart des Zwergseidenäffchens (Cebuella pygmaea) erstmals wissenschaftlich beschrieben. Es unterscheidet sich von der Nominatform des Zwergseidenäffchens durch die weißliche Bauchseite und die weißlichen Innenseiten von Armen und Beinen, deren Färbung ohne allmählichen Übergang deutlich von der bräunlichen Rückenfärbung abgegrenzt ist. Die Internationale Union zur Bewahrung der Natur und die American Society of Mammalogists listen beide Formen der Zwergseidenäffchen als eigenständige Arten. Die Teilung in zwei deutlich unterschiedliche Kladen wird durch molekularbiologische Untersuchungen bestätigt. In beiden Kladen ist die Divergenz deutlich geringer als zwischen den beiden Kladen. Die beiden Arten sollen sich am Übergang vom Pliozän zum Pleistozän vor etwa 2,5 Millionen Jahren voneinander getrennt haben. Damit ist die Divergenzzeit der beiden Arten der Zwergseidenäffchen länger als die zwischen dem Zweifarbentamarin (Saguinus bicolor) und seiner Schwesterart, dem Martin-Tamarin (Saguinus martinsi).

## Gefährdung
Über einen Zeitraum von 18 Jahren ist der Bestand des Weißbauch-Zwergseidenäffchens um mehr als 30 % gesunken. Er ist durch Entwaldung, Bergbau, den Fang zum Zweck der Heimtierhaltung und andere menschliche Aktivitäten bedroht und wird von der IUCN als gefährdet (Vulnerable) eingeschätzt. Das Weißbauch-Zwergseidenäffchen kommt aber auch in zahlreichen Schutzgebieten vor, in Brasilien und Peru z. B. im Nationalpark Sierra del Divisor und in Bolivien im Schutzgebiet Manuripi-Heath.